# Свети Василий (Тръстеник)
„Свети Василий Велики“ (на македонска литературна норма: „Свети Василиј Велики“) е църква в Северна Македония, в бившето село Тръстеник, Крушевско, част от Крушевско-Демирхисарската епархия на Македонската православна църква – Охридска архиепископия. На 11 октомври 1995 година започва възстановяване на църквата на изоставеното село, върху основите на старата му църква. На 10 май 2008 година митрополит Петър Преспанско-Пелагонийски освещава новоизградената църква.